# ヨリス・イヴェンス
ヨリス・イヴェンス（Joris Ivens、1898年11月18日 ナイメーヘン - 1989年6月28日 パリ）は、オランダのちにフランスの映画監督。ドキュメンタリー映画家として、文明の発展とその不平等に関してときに戦闘的な視線をもちながら、最後の作品群をアジアへと捧げた。

## 来歴・人物
1898年11月18日、オランダ・ヘルダーラント州のナイメーヘンに生まれる。「オランダ写真界の元祖」といわれる人物を祖父に持つ。ドイツ・ベルリンのシャルロッテンブルク工科大学（現ベルリン工科大学）で写真化学を学ぶ。
1933年、アンリ・ストルクと共同監督した戦闘的ドキュメンタリー『Misère au Borinage（ボリナージュの悲劇）』では、ベルギー・エノー州のボリナージュでの鉱夫たちの悲惨さとプロレタリア搾取の凶暴性を非難した。
1954年に国際平和賞を、1968年にはレーニン平和賞を受賞。
映画監督のマルセリーヌ・ロリダン＝イヴェンスと結婚していた。
1989年6月28日、定住先となったフランスのパリにて死去。モンパルナス墓地に眠る。

## フィルモグラフィー

### 長編
- Zuyderzee　1930年
- Philips Radio ; Creosot　1931年
- 新しい土地 Nieuwe gronden　1933年
- Borinage 1933年 共同監督アンリ・ストルク
- The Reichstag Fire　1935年
- Terre d'Espagne 1937年
- 四億 The Four Hundred Million 1939年
- The Power and the Land 1940年
- Our Russian Front 1942年
- Action Stations 1943年
- Indonesia Calling 1946年
- Les premières années (Pierwze Lata) 1949年
- La paix vaincra (My za Mir)  1951年
- Weltjugendfestival 1952年
- Le chant des fleuves (Das Lied der Strome) 1954年
- 戦いの鐘は高らかに Les aventures de Till l'espiègle 1956年
- セーヌの詩 La Seine a rencontré Paris 1957年
- L'Italie n'est pas un pays pauvre (L'Italia non è un paese povero) 1960年
- Demain à Nanguila 1960年
- Carnet de viaje ; Pueblo en armas 1961年
- Viêt Nam 1965年
- ベトナムから遠く離れて Loin du Viêt Nam 1967年 （アラン・レネ、ウィリアム・クライン、クリス・マルケル、アニエス・ヴァルダ、クロード・ルルーシュ、ジャン＝リュック・ゴダールとのオムニバス映画）
- 北緯17度 ベトナム戦争実録 Le dix-septième parallèle　1968年
- Le peuple et ses fusils 1968年　共同監督ジャン＝ピエール・セルジャン
- Rencontre avec le président Hô Chi Minh 1969年
- Chine 1973年
- Comment Yukong déplace les montagnes (6 parties) 1976年
- 風の物語 Une Histoire de vent 1988年　※遺作

### 短編
- Le Pont 1928年
- Pluie 1929年
- À Valparaíso 1963年
- Le Petit Chapiteau 1963年
- Europort 1966年

## 註
1. 1 2 3 4 5  仏語版WikipediaJoris Ivensの記述による。